# Vincenzo Camuccini
Vincenzo Camuccini (22. února 1771 Řím - 2. září 1844 tamtéž) byl italský malíř období neoklasicismu.
Camuccini byl žákem Domenica Corviho. Do svých třiceti let převážně kopíroval staré mistry. Jeho první a pravděpodobně nejznámější obraz je Smrt Césara z roku 1798. V průběhu své kariéry se zabýval malbou starořímských a biblických témat. Ke konci svého života se stal sběratelem vlámských a nizozemských obrazů.
Velká část jeho díla a jeho sbírky je uchovávána v Palazzo Camuccini Cesi v Cantalupo in Sabina. Na severočeském libochovickém zámku je v tamější expozici vystaven Camucciniho portrét Kateřiny Petrovny Šuvalové (1743–1817).

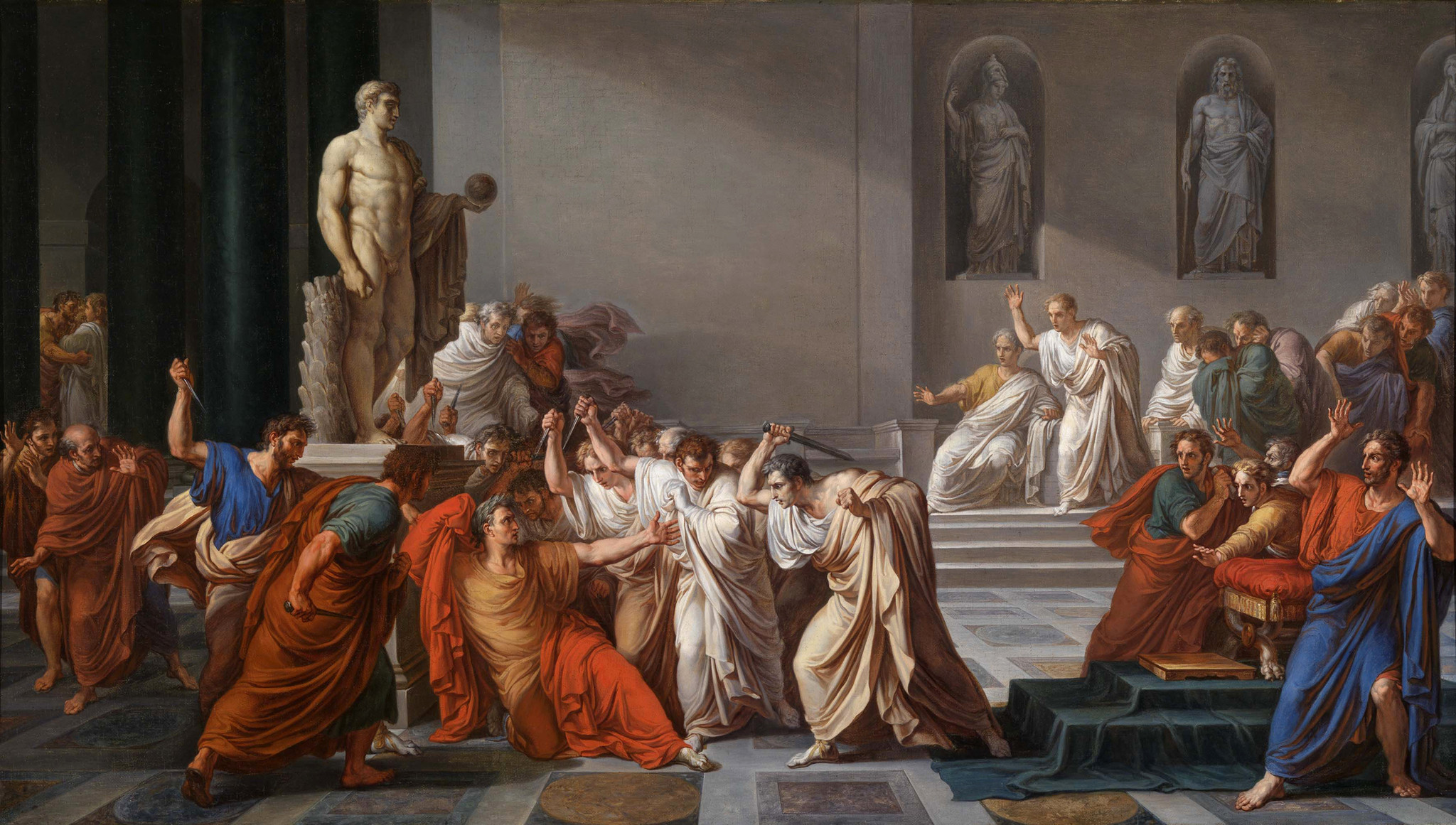
Smrt Césara
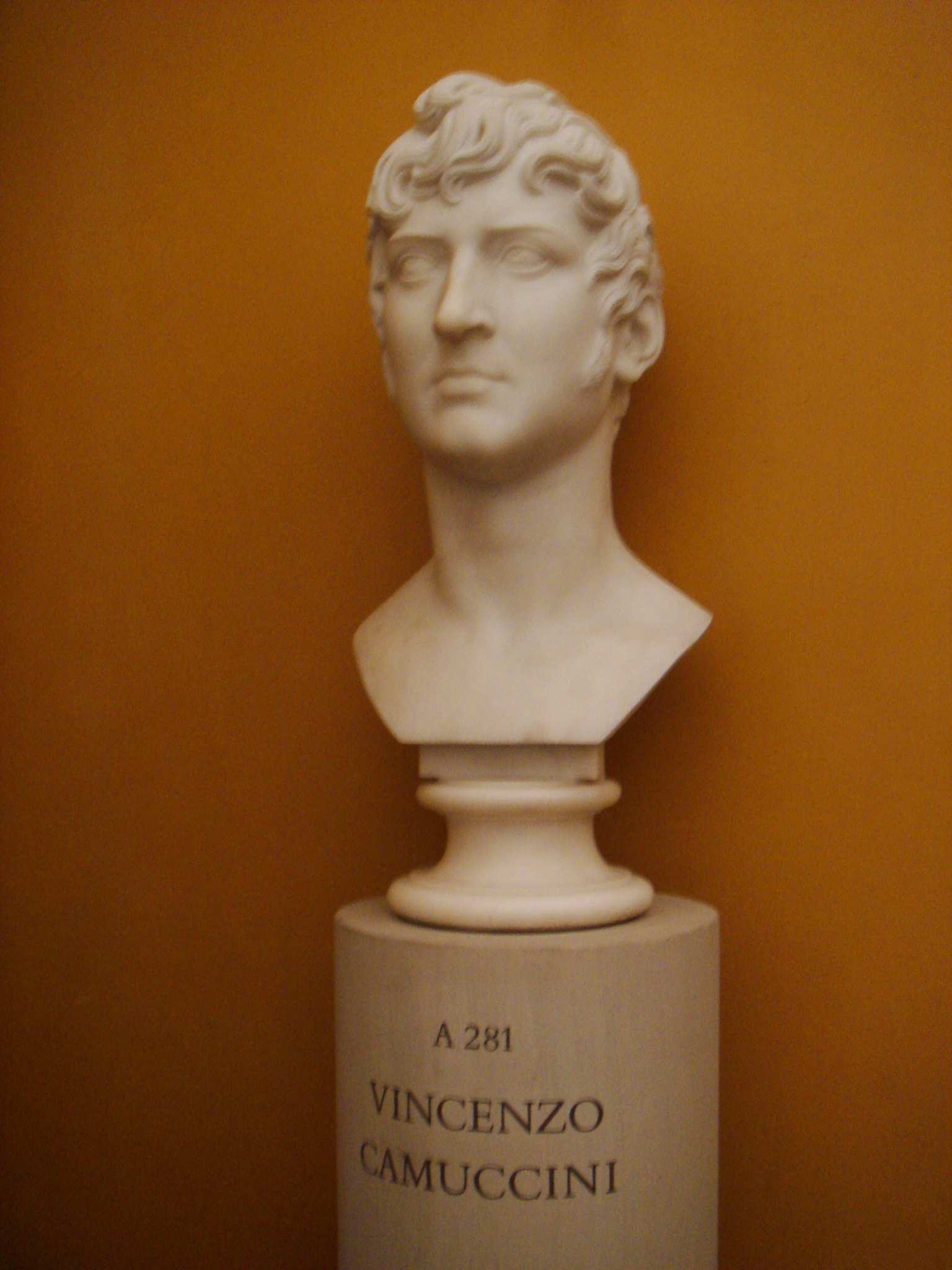
Busta Camucciniho